# Umělecká beseda
L'Umělecká beseda (littéralement en français La Discussion artistique), est une association artistique qui rassemble depuis 1863 de nombreux artistes, théoriciens et mécènes tchèques dans trois domaines : la littérature, l'art et la musique.

## Histoire
Vítězslav Hálek (cs), František Pivoda, Julius Grégr (cs), Josef Wenzig (cs), Jan Jeřábek, Antonín Mezník et Josef Richard Vilímek sont à l'avant-garde des origines de l'Umělecká beseda. Ils élaborent un plan et une organisation et obtiennent une approbation le 19 février 1863. La première réunion a lieu le 9 mars 1863. L'Umělecká beseda est la première association artistique tchèque. Le premier directeur de l'Umělecká beseda est Josef Wenzig en 1863. Les premiers présidents des différents départements sont : Bedřich Smetana (musique), Josef Mánes (art visuel) et Vincenc Vávra Haštalský (cs) (littérature).
L'apogée de l'association se situe dans les années 1860-1880, époque à laquelle l'art tchèque est dominé par la « génération du Théâtre national » et où rares sont les artistes importants qui en sont issus. La liste des intervenants de cette période est donc exceptionnellement longue : du département littéraire, véritable « cerveau intellectuel » de l'association, sont par exemple Jan Neruda, Jaroslav Vrchlický et Julius Zeyer ; du côté des artistes, Bohuslav Schnirch (cs), Josef Václav Myslbek, Mikoláš Aleš, Antonín Chittussi... ; parmi les membres actifs du département musical, Antonín Dvořák ou Zdeněk Fibich parmi d'autres. 
Dès le début de son existence, l'Umělecká Beseda est l'une des associations artistiques les plus importantes et les plus influentes de Bohême. Lorsque Zdeněk Nejedlý devient ministre de l'Éducation et de l'Instruction publique, conformément à la résolution du Comité central du Parti communiste de la République tchécoslovaque de juin 1948, il propose en 1953 la loi 115/1953 Coll., codifiée par l'Assemblée nationale. Cette loi, qui ne bénéficiait pas d'un mandat issu d'élections libres, est créée le 30 mai 1948 à partir de la liste unifiée des candidats du Front national créée après le coup d'État de février. Sur la base de cette loi, l'Umělecká beseda, y compris les organisations dans lesquelles elle a une part de propriété, est liquidée. Le Fonds de musique tchèque est alors créé, sur le modèle de la Reichsmusikkammer allemande, qui a repris les biens de la l'Umělecká beseda et des organisations dans lesquelles elle avait une part de propriété, et à partir des fonds confisqués. La culture est gérée dans l'esprit du léninisme selon les idées de Zdeněk Nejedlý et, après sa mort, de certains de ses étudiants.
En 1990 , les activités de l'association reprennent, mais les biens confisqués n'ont jamais été restitués.

## La coopérative Umělecká beseda
L'association Umělecká beseda fonde la coopérative du même nom avec František Janda, Václav Štěpán et Václav Rabas (cs) parmi d'autres. Cette coopérative achète la maison no 441 à Malá Strana et fait construire un nouveau bâtiment, Umělecká beseda no 487, juste à côté, sur le site d'une ancienne maison, selon les plans des architectes František Janda et Čeněk Vořech (cs). Le bâtiment est approuvé par la décision de la municipalité HMP, réf. n° III-26942/25 du 14 octobre 1925. Le 7 novembre 1925, les premiers résidents emménagent dans le bâtiment. La rue est rebaptisée Besední. Le bâtiment abrite deux salles de concert et la salle d'exposition Aleš. Dans la maison de discussion, l'association organise régulièrement des expositions de ses membres, ainsi que des réceptions d'invités nationaux et étrangers, des concerts, des conférences, des débats et de nombreux autres événements sociaux très fréquentés. Les débuts du Théâtre libéré (première représentation de Voskovec et Werich) et du théâtre dadaïste de Jiří Frejka (cs) sont également associés à ce bâtiment. La maison de discussion devient également le siège de la maison d'édition musicale Hudební matice, la plus importante entreprise tchécoslovaque du genre, qui acquiert une renommée internationale. Elle abrite également la rédaction du magazine d'art de discussion Život (publié jusqu'en 1949, sa rédaction comprenant Vladimír Holan, Josef Čapek et Karel Šourek (cs)) et du magazine musical Tempo. Après l'arrivée au pouvoir des communistes, une administration forcée est imposée sur les biens de la coopérative le 11 juillet 1945 et le cinéma Jan-Neruda, exploité par le Parti communiste tchécoslovaque, est transféré dans le bâtiment no 1. En 1954, la coopérative est créée sous le numéro 487. Cette société cinématographique publique ne paie pas le loyer et crée une dette pour la coopérative. Les actifs de la coopérative, qui comptaient quatre bâtiments à Prague (les bâtiments no 441 et 478 à Malá Strana, no 592 à Bubeneč et no 1494 à Žižkov), sont confisqués en 1960. La salle d'exposition est préservée pendant plusieurs années, l'une des salles de concert devient un cinéma (aujourd'hui un théâtre), l'autre est divisée en bureaux.
Le bâtiment abrite actuellement le Divadlo Na Prádle (cs).